# بی‌ای‌ال باشکیریان ایرلاینز
بی‌ای‌ال باشکیریان ایرلاینز (به انگلیسی: BAL Bashkirian Airlines) یک شرکت هواپیمایی با کد یاتا V9 است که در تاریخ ۱۹۹۱ میلادی تأسیس شده است.